# Листокрутка всеїдна
Листокрутка всеїдна (Archips podana) — метелик родини листовійок. Шкідник сільського господарства, пошкоджує всі плодові культури.

## Опис
Розмах крил метелика — 20-25 міліметрів. Передні крила цегляно-жовті або коричневі з темним рисунком. Серединна перев'язь у самців лілово-бура, у самок бурувата. Задні крила одноманітні попелясто-сірі з оранжевою вершиною. Гусениці зелені, з темно-зеленою спинкою, голова жовто-коричнева, грудні ноги чорні. Довжина дорослої гусениці 20 міліметрів, лялечка 13-15 міліметрів завдовжки, червоно-коричнева, з темними крилевими чохликами. Кінець черевця закруглений, з виїмкою і чотирма гачкоподібними виступами на кінці; по два таких самих виступи є по боках.

## Екологія
Зимує в стадії гусениці. В північних районах України розвивається одне покоління, в степовій зоні — два, в Криму — три.